# Piha Tramway
| Piha Tramway mit zwei Kauri-Stämmen und einem Güterwagen auf der Trestle-Brücke am North Piha Beach |                           |                           |                           |
| horizontal verlaufende Strecken / WaldbahnSteilstrecken / Schienenseilbahn |                           |                           |                           |
| Spurweite: | 914 mm (engl. 3-Fuß-Spur) |                           |                           |
| Maximale Neigung: | 220 und 400 ‰             |                           |                           |
| |                           |                           |                           |
| Schienenseilbahn- (blau) und Schmalspurbahnstrecken (rosa)\| \| \| Anawhata Valley \| \| \| \| Schienenseilbahn \| \| \| \| Dampfgetriebene Seilwinde \| \| \| \| North Piha Beach \| \| \| \| Piha Mill \| \| \| \| Schienenseilbahn \| \| \| \| Dampfgetriebene Seilwinde \| \| \| \| Karekare Beach \| \| \| \| Tunnel \| \| \| \| Pararaha Stream \| \| \| \| Windy Point \| \| \| \| Whatipu \| \| \| \| Manukau Harbour \| |                           |                           |                           |
| Kopfbahnhof Streckenanfang (Strecke außer Betrieb) |                           | Anawhata Valley           | Anawhata Valley           |
| U-Bahn-Strecke (außer Betrieb) |                           | Schienenseilbahn          | Schienenseilbahn          |
| Bahnhof (Strecke außer Betrieb) |                           | Dampfgetriebene Seilwinde | Dampfgetriebene Seilwinde |
| Brücke (Strecke außer Betrieb) |                           | North Piha Beach          | North Piha Beach          |
| Bahnhof (Strecke außer Betrieb) |                           | Piha Mill                 | Piha Mill                 |
| U-Bahn-Strecke (außer Betrieb) |                           | Schienenseilbahn          | Schienenseilbahn          |
| Bahnhof (Strecke außer Betrieb) |                           | Dampfgetriebene Seilwinde | Dampfgetriebene Seilwinde |
| Brücke (Strecke außer Betrieb) |                           | Karekare Beach            | Karekare Beach            |
| Tunnel (Strecke außer Betrieb) |                           | Tunnel                    | Tunnel                    |
| Brücke (Strecke außer Betrieb) |                           | Pararaha Stream           | Pararaha Stream           |
| Strecke (außer Betrieb) |                           | Windy Point               | Windy Point               |
| Strecke (außer Betrieb) |                           | Whatipu                   | Whatipu                   |
| Kopfbahnhof Streckenende (Strecke außer Betrieb) |                           | Manukau Harbour           | Manukau Harbour           |

Die Piha Tramway war eine von 1906 bis 1921 betriebene Waldeisenbahn in Neuseeland mit einer Spurweite von 3 Fuß (914 mm), deren steilste Streckenabschnitte als Standseilbahnen über dampfgetriebene Seilwinden betrieben wurden.

## Streckenverlauf

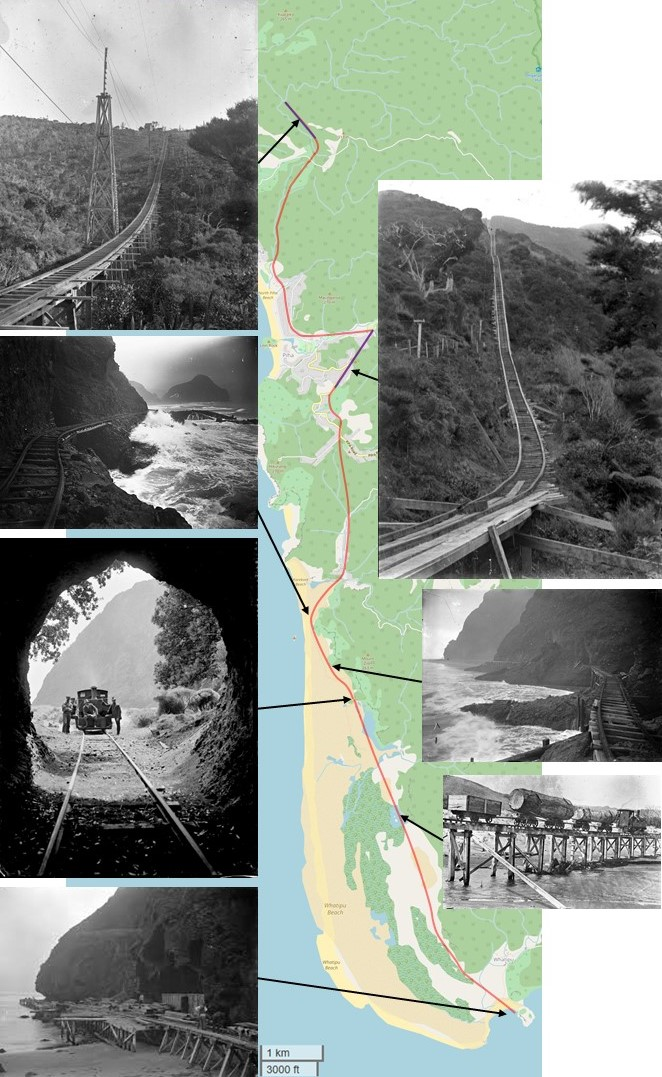
Trasse der ehemaligen Piha Tramway und historische Photos über einer modernen Karte

Bei der Abholzung der Kauri-Wälder in der Gegend von Piha mussten die Baumstämme ins acht Kilometer entfernte Sägewerk nach Karekare gebracht werden und das gesägte Holz von dort noch einmal acht Kilometer der Küste entlang nach Whatipu gebracht werden, wo es auf Schiffe verladen werden konnte.
Anfangs wurde das Holz von Ochsen- oder Pferdegespannen bei Ebbe auf dem Strand nach Whatipu geschleift. Um 1906 beteiligte sich Dr. Raynor, ein in Kanada geborener Zahnarzt, der in Auckland arbeitete, an dem in finanzielle Schwierigkeiten geratenen Holzgewinnungs-Unternehmen von William Stokes. Zusammen bauten sie ein Sägewerk und eine mit Dampf betriebene Waldbahn. Das Holz wurde aus dem Piha-Tal über eine 1:4,5 (22 %) steile Standseilbahn erst 300 Höhenmeter hinauf zum dampfbetriebenen Sägewerk gebracht und dann über eine 1:2,5 (40 %) steile Standseilbahnstrecke über eine Gesamtdistanz von etwa 8 Kilometern zum Karekare Beach gebracht.
Im Laufe der Zeit wurde die Waldbahn zunächst nach Norden verlängert, um Stämme aus dem nahegelegenen Anawhata Valley nach Piha zu bringen. Später wurde dann im Süden eine etwa 8 km lange Schmalspurstrecke gebaut, die der Route einer anderen zuvor gebauten Waldbahn folgte. Sie führte von Karekare entlang der Tasmansee bis nach Whitipu, wo am Eingang zum Manukau Harbour auf der durch Paratuate Island geschützten Seite ein neuer Schiffsanleger gebaut worden war.
Für die Schmalspurbahn mit einer Spurweite von 3 Fuß (914 mm) wurden Stahlschienen mit einem Metergewicht von 7 bis 14 kg/m auf 125 × 50 mm (5 × 2 Zoll) Holzschwellen verlegt. Ein Großteil der Eisenbahnstrecke entlang der Tasmansee hatte nur eine primitive Qualität. Sie überquerte nur wenige Meter oberhalb des Meeresspiegels weiche Sandstrände und bahnte sich ihren Weg an Felsvorsprüngen entlang und oft an steilen Klippen vorbei. Entlang der Klippen, wo es keine natürliche Trasse für die Strecke gab, wurden Löcher in den Fels gebohrt, in denen die Eisenbahnschwellen befestigt wurden.
Sowohl der Bau als auch der Betrieb wurden durch das berüchtigte Westküstenwetter beeinträchtigt: Stürme, sintflutartiger Regen, Wind und Sand, der über die Gleise wehte. Die Überquerung des Karekare Beach selbst erwies sich als schwierig. Der Sand war in einigen Bereichen hart und in anderen weich. Einige bis zu 5 m hohe, primitive Trestle-Brücken wurden gebaut, wo an Flussmündungen oder Meeresbuchten die Klippen unterbrochen waren. Ein Tunnel wurde gebaut, dessen Lichtraumprofil so knapp bemessen war, dass der scharniergelagerte Schornstein der Dampflokomotive in eine horizontale Position gekippt werden musste, um sie passieren zu lassen.

## Betrieb

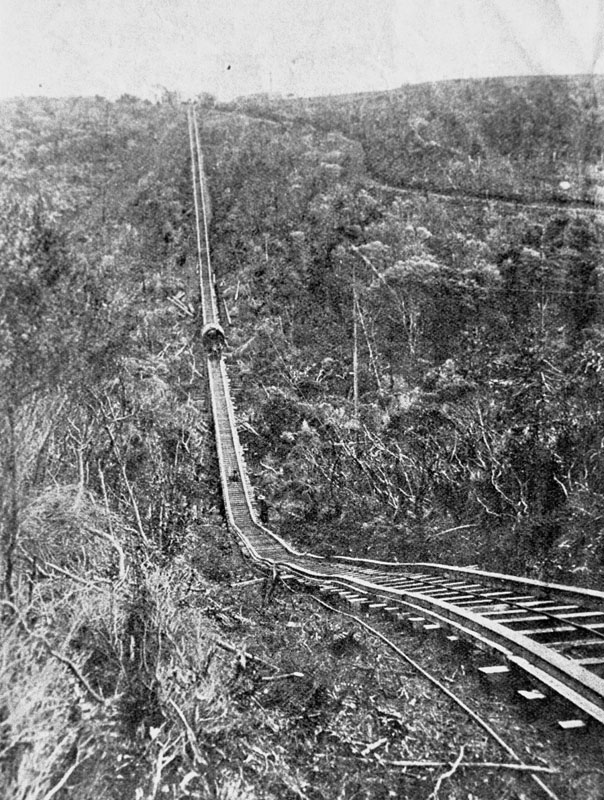
Standseilbahn zwischen Karekare und Piha

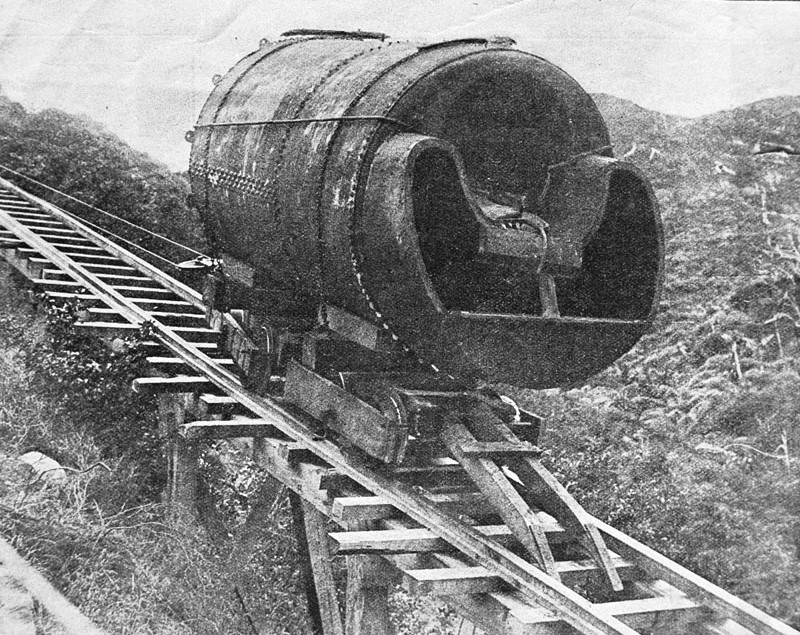
Kleinere Entgleisung beim Transport eines Dampfkessels

Die Standseilbahn war im Dezember 1910 bereits eine Meile (1,6 km) lang und angeblich die steilste Strecke, die es zu dieser Zeit auf der Welt gab. Auf diesem Teil der Strecke musste ein Seil von der Seilwinde an der Rückseite des Wagens gehängt werden, bevor er die Steilstrecke hinunterfuhr. Dies reduzierte die Abwärtsgeschwindigkeit.
Mit der Standseilbahn wurden bei der Errichtung des Sägewerks im Karekare Bush auch die Maschinen transportiert, was sich als äußerst schwierig erwiesen hat. Alle Teile der Anlage mussten mit der Waldbahn befördert werden, die an mehreren Stellen eine Steigung von 1:1 (45°) hatte. Der Transport eines 10 Tonnen schweren Dampfkessels über die Strecke war keine leichte Angelegenheit, und es spricht für die Beharrlichkeit und den Einfallsreichtum des neuseeländischen Buschmanns, dass der Kessel im Dezember 1910 außer einer kleineren Entgleisung ohne größere Panne an Ort und Stelle gebracht werden konnte, eine Aufgabe die mehrere Tage in Anspruch nahm.
1915 wurden der Forstbetrieb und die Waldbahn verstaatlicht. Die Bahn wurde danach von den NZ Government Railways gekauft, die Holz für ihre eigenen Zwecke benötige. Die Holzverschiffung endete, als nur noch wenige Kauri-Bäume übriggeblieben waren und die Hügel durch den Auswirkungen des Holzeinschlags in Mitleidenschaft gezogen wurden. Die Waldbahn wurde 1921 aufgegeben und ihre Überreste dem Verfall überlassen.

## Lokomotiven

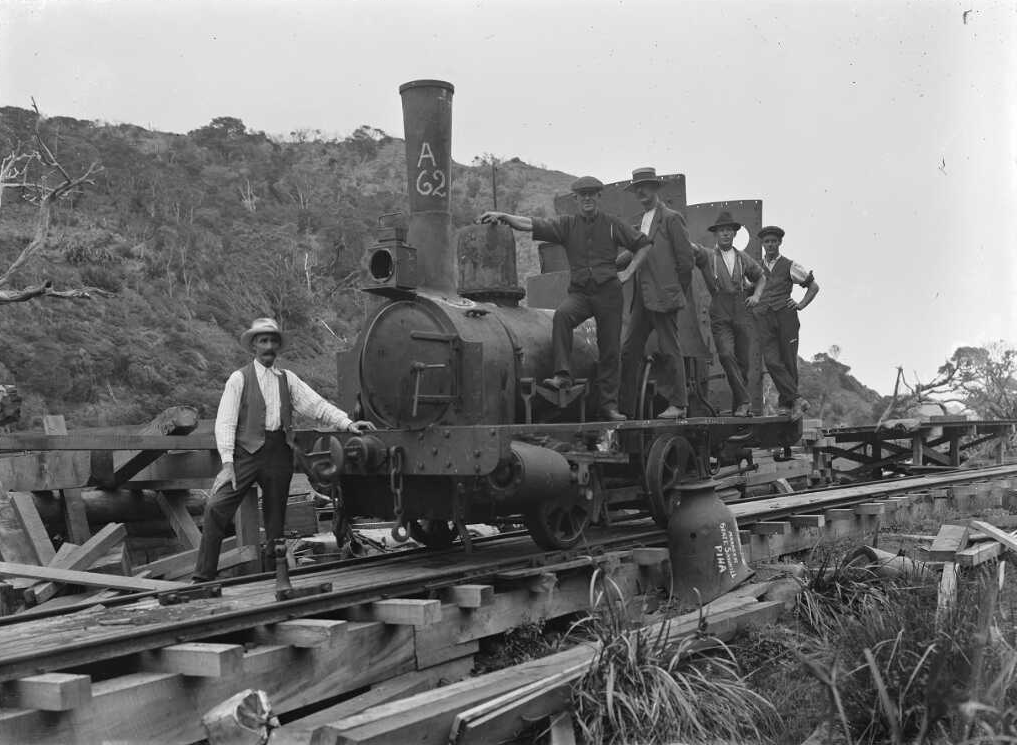
Wiederzusammenbau der Dampflokomotive A62, 1914

Eine kleine Bagnall-Dampflokomotive namens „Sandfly“ wurde auf der Strecke vom unteren Ende der Standseilbahn bei Karekare bis zum Kai bei Whatipu eingesetzt.
Eine weitere Dampflokomotive wurde 1914 in Einzelteilen angeliefert und am Schiffsanleger für den Einsatz auf der Piha Tramway zusammengebaut. Die Lokomotive A 62 wurde 1873 von Dubs gebaut (Hersteller-Nr. 656/73) und im Januar 1875 in Christchurch und Timaru in Betrieb genommen. Sie wurde 1897 nach Wellington verschifft und sechs Jahre später an die New Zealand Railways Maintenance Branch für den Einsatz im Steinbruch von Pencarrow, Wellington, verliehen und 1906 von der Maintenance Branch gekauft. Im Jahre 1914 wurde sie auf der Strecke zwischen Piha und Whatipu eingesetzt, und fünf Jahre später kehrte sie zu den Werkstätten in Newmarket zurück, um dort Rangierarbeiten durchzuführen. 1921 wurde sie von einem Sägewerk in der Nähe von Rotorua ausgeliehen und 1926 endgültig außer Betrieb genommen. Sie wurde danach in den Werkstätten von Ōtāhuhu ausgestellt.